# 市村羽左衛門 (15代目)
十五代目 市村 羽左衛門（じゅうごだいめ いちむら うざえもん、1874年（明治7年）11月5日 - 1945年（昭和20年）5月6日）は、大正から戦前昭和の歌舞伎を代表する役者の一人。屋号は橘屋。定紋は根上り橘、替紋は渦巻。俳名に可江（かこう）がある。本名は市村 録太郎（いちむら ろくたろう）。
二枚目や若衆役を中心とする白塗りの立役として活躍。時代を代表する美男子で、そのあまりの美貌から「花の橘屋」と呼ばれた。

## 来歴

### 生い立ち
東京府出身。出生の事情については長らく謎だったが、死後里見弴が著書『羽左衛門伝説』の中で、十五代目は外交官のチャールズ・ルジャンドルと芸者の池田絲（いけだ いと、松平春嶽の私生児）の間に生まれた私生児だったという説を発表し、現在ではこれが定説になっている。
ルジャンドルはフランス生まれのアメリカ人で、南北戦争では北軍の陸軍大佐としてグラント将軍麾下で活躍、戦後除隊した後には陸軍准将に名誉進級されている。その後は外交に転じ、明治新政府の外交顧問として来日、日本の台湾出兵に決定的な役割を果たした人物であった。また池田絲は、旧福井藩主で、四賢侯の一人と謳われ、幕末には幕府政事総裁職、維新後は新政府の議定や民部卿、大蔵卿などを歴任した松平春嶽の庶子であった。

### 役者人生

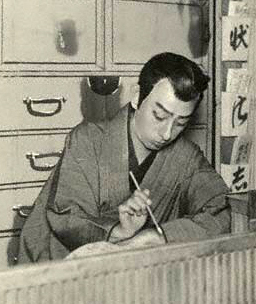
明石の島蔵
----
1921年（大正10年）7月 東京新富座『島鵆月白浪』(島ちどり)。

数え四つになると十四代目市村羽左衛門に養子に出された。1881年（明治14年）1月、坂東竹松を名乗って初舞台。後に二代目坂東家橘を襲名、1893年（明治26年）7月に六代目市村家橘を襲名。1903年（明治36年）10月には九代目市川團十郎の勧めもあり養父の名跡である十五代目市村羽左衛門を襲名した。
「市村羽左衛門」ほどの大名跡ともなれば、その襲名口上には團十郎に任せるしかなかったため、全てを彼に任せきりにしていたが、襲名披露興行の直前にその九代目が風邪をこじらせて急死してしまった。慶事を前にした「劇聖」の死により、幕内は上を下への大騒ぎとなった。誰が代わりに口上をやるのか、そもそも何を言ったらよいのか！と余人が大騒ぎする中、十五代目本人は至って冷静だったと伝わる。

襲名披露公演の初日の幕が開くと、十五代目は、九代目團十郎の遺影を舞台上手に、そしてやはり半年前に死去した叔父（養父の兄）の五代目尾上菊五郎（十三代目市村羽左衛門）の遺影を舞台下手に置いて、本人は團菊の真ん中に座り、そこで一人滔々と口上を述べた。今日では襲名する本人が締めくくりに何卒宜しくと一言口上を述べることが一般的だが、この当時にあってはそのようなことはもとより、本人の「一人口上」などというのは前代未聞の出来事だったが、十五代目は堂に入った様子であったため、これが大評判となった。

### 花の橘屋
羽左衛門襲名後は若衆役を中心に歌舞伎座と東京座を中心に活動したがやがて歌舞伎座の二枚目役者としての地位を確立し、同じ音羽一門で修行を共にした六代目尾上梅幸を相手役に五代目菊五郎の当たり役を数多く継承し芸の後継者となった。

1906年(明治39年)には五代目中村芝翫が歌舞伎座に復帰し、1910年(明治43年)に十一代目片岡仁左衛門が明治座から移籍して3人体制となり1911年(明治44年)の芝翫の歌右衛門襲名以降は「三衛門」と呼ばれる様になり大正時代における歌舞伎座の主役を担った。

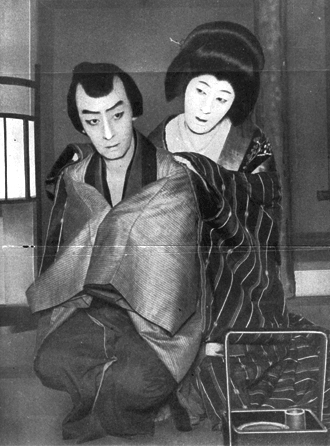
直次郎と三千歳
----
羽左衛門の直次郎（左）と六代目梅幸の三千歳、『雪暮夜入谷畦道』（三千歳と直侍）。

昭和時代に入り、歌右衛門と仁左衛門が加齢による衰えが目立つ中、3人の中で一番若い羽左衛門は健康な事もあってか帝国劇場から移籍した梅幸、七代目松本幸四郎、七代目澤村宗十郎、市村座から移籍して来た六代目尾上菊五郎や初代中村吉右衛門らと混じって引き続き歌舞伎座の主役の1人して活躍した。
1934年(昭和9年)に女房役者である梅幸、翌10年には養弟の亀蔵に先立たれるも仁左衛門と歌右衛門亡き後は長老格として歌舞伎を支え、1943年(昭和18年)4月には大日本俳優協会初代会長に就任した。

### 最後の舞台
戦局がいよいよ怪しくなり、東京の空襲が日常的な頻度になると、羽左衛門も長野県湯田中温泉に疎開することになった。その前夜、国民服に防空頭巾のいでたちの羽左衛門は、一人ひと気のない歌舞伎座の舞台に名残惜しそうに立ち続けていたという。
1945年（昭和20年）6月に再開予定の歌舞伎座への出演は決定していたが、羽左衛門が再びその舞台に立つことはなく、同年5月6日に旅行先の長野県湯田中温泉の老舗旅館「よろづや」で心筋梗塞のためひっそりと死去した。
そしてその歌舞伎座も羽左衛門の後を追うかのように5月25日の大空襲で灰燼に帰してしまった。墓所は東京都豊島区雑司ヶ谷霊園。
十五代目の訃報に接して、六代目尾上菊五郎は「上手い役者ではなかつたが、良い役者でした」と個人を偲んでいる。その六代目は初代中村吉右衛門とともに大正年間に「菊吉時代」と呼ばれる歌舞伎のひとつの黄金時代を築いていたが、彼らは「上手い役者」と評されることはあっても、「良い役者」と評されることはなかなか無かった。その意味で、十五代目市村羽左衛門の死は歌舞伎の一つの時代の終焉でもあった。
4か月後、ダグラス・マッカーサーの副官として厚木に降り立ったフォービアン・バワーズが、日本の新聞記者に向かって真っ先に尋ねたのが「羽左衛門はどうしていますか？」という質問だったという。

## 芸風
新派のトップとして、そして何よりも美貌の女形として、花柳章太郎は大正から昭和のはじめにかけて絶大な人気を誇っていた。その花柳が、溝口健二監督に乞われて映画『残菊物語』の主役を演じることになったのは1939年（昭和14年）のことである。同作は、美男で鳴らした明治の名役者・二代目尾上菊之助の悲恋を描く実録物だが、その美形の菊之助を当代きっての美貌の女形・花柳に演じさせるというのが溝口の企みだった。しかし花柳にとってはこれが初めての立役であり、彼は立役をつとめることの難しさをここで痛感する。美貌の花柳は確かに絵にはなるかもしれないが、立役としてはどうにも様にならないのだ。その花柳が漏らした「なりたいのは羽左衛門」という言葉には、同じ美形でもその芸の奥深さがまったく違った十五代目羽左衛門に対する溜め息ともとれるような憧憬が言い表されている。
実際に、観客はいつも羽左衛門に白塗りの二枚目を期待し、羽左衛門はいつもその期待に応えて彼らを魅了していた。それが故に、善く言えば「永遠の前髪役者」、少々意地悪く言えば「何をやつても羽左衛門」などという、要するに「その美形が彼の財産」という評判が十五代目には終生つきまとった。しかしそれが決して「見映えだけで芸がない」という意味にはならないところが十五代目の真骨頂だった。立役であろうと悪役であろうと敵役であろうと、羽左衛門がつとめる役どころにはどこか晴れ晴れとした明るい魅力を感じさせるものがあった。それが十五代目の天性に拠るものだったのか、あるいはその完成された芸に拠るものだったのかは意見が分かれるところだが、いずれにしてもそれが他に例を見ない天下一品のものであることは誰の目にも明らかだった。里見弴が羽左衛門をして「天才を超えた天品」と評したのはこのことを端的に表現したものである。
その美形に加え、美貌と高音の利いたさわやかな調子のよさが特徴的だった所演の役どころは、どれも傑作ばかりで、今なおその芸風は梨園の語りぐさとなっている。特に六代目尾上梅幸を相方とした演目は名高い。

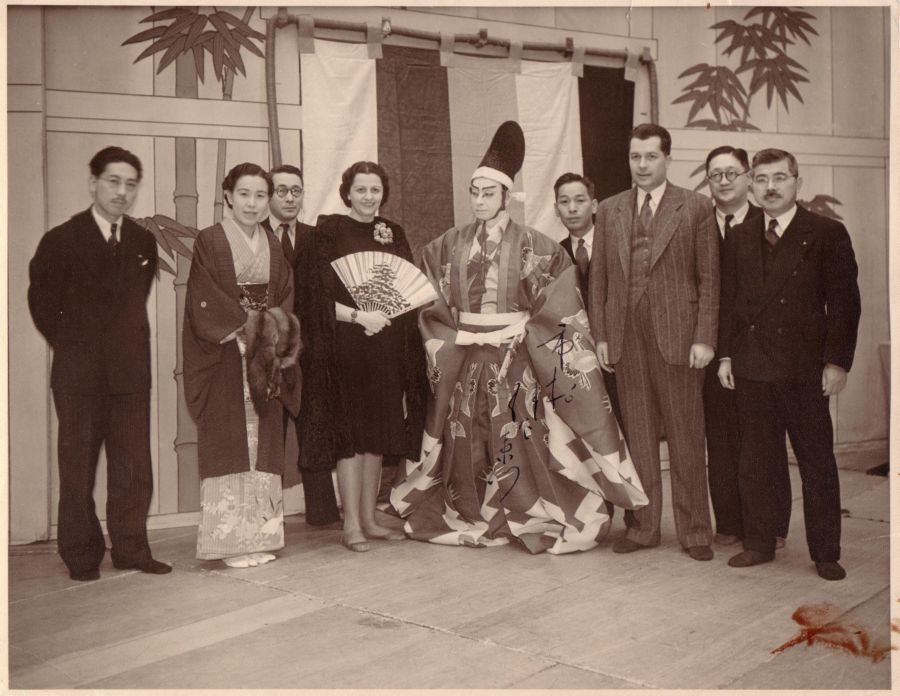
富樫姿の十五代目。1930年

## 当たり役
- 世話物
  - 『与話情浮名横櫛』（切られ与三）の与三郎
  - 『雪暮夜入谷畦道』（三千歳と直侍）の直次郎
  - 『江戸育御祭左七』（お祭り左七）の左七など
- 時代物
  - 『源平布引瀧』「実盛物語」の実盛
  - 『本朝廿四孝』『十種香」の勝頼
  - 『義経千本桜』「鮨屋」のいがみの権太
  - 『助六』の花川戸助六
- 松羽目物
  - 『勧進帳』の富樫

これら十五代目一代の当たり役は、お家芸「可江集」としてまとめられた。

## 人物

### 家族
実生活では極め付きの艶福家で、江戸っ子らしい粋な性格の持主だった。また周囲の人々に対して心配りの行き届いた情の深い性格で、多くの人から慕われた。
三代目市村亀蔵を養弟(義弟説もあり)にした他、十六代目市村羽左衛門と十六代目市村家橘（のち二代目市村吉五郎）を養子にしている。オペラ歌手の関屋敏子は姪にあたる。

### 私生活
鎌倉山に住居を構えていた。藤原義江は、市村羽左衛門のすすめで同じく鎌倉山に住居を建てたという。また、軽井沢によく避暑滞在していた。白洲正子によれば、軽井沢で晩年の羽左衛門に散歩の折などに出会うと、粋な浴衣姿で「お嬢さん、遊びに来ませんか」と必ず誘ってくれるような人物であったという。1943年には、内田信也のひく手綱で、近衛文麿とともに軽井沢で馬車に乗る姿も撮影されている。
また、十五代目が生前住居兼稽古場として利用していた赤坂の邸宅があった場所は、料亭を経て現在はMS&ADグループ会社の福利厚生施設「三井住友海上 赤坂倶楽部（旧・泉倶楽部）」となっている。

### 逸話

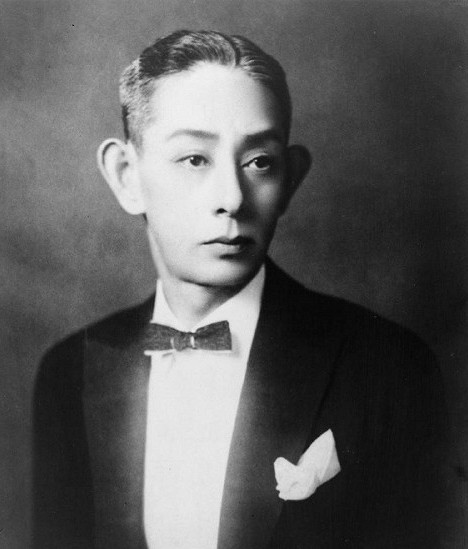
洋行帰りの羽左衛門、54歳の頃

#### 華やかさ
自らが持つ天性の華やかさというものを、十五代目は誰よりもよく理解し、それを臆面なく表に出すのが常だった。後の名脇役三代目尾上多賀之丞が初めて羽左衛門と舞台を共にした時、若手で経験の少ない多賀之丞は緊張して「あのう、わたしは舞台でどうしたらいいのでしょうか」と尋ねると、羽左衛門は微笑って「何にもしなくていいんだよ、どうせお客は俺しか見ないんだから」と答えたという。
華やかさでは梨園で右に出る者はいなかったが、その十五代目も初代中村鴈治郎の存在感にだけは一目置かざるを得なかった。どこまでも天真爛漫で茶目っ気があり、いい加減なようで実は緻密な芸に裏打ちされた鴈治郎には、自身とは全く性質の異なるある種の華やかさがあった。そんな鴈治郎を見るたびに、「成駒屋にゃァ勝てねえ」と十五代目は感嘆とも愚痴ともとれるような呟きを漏らすのが常だったという。

#### 花道の後光
十五代目は花道の出で、照明をつけないよう裏方に申し入れることがよくあった。ある時照明係がいぶかしげにその訳を訊ねると、十五代目は「俺が出るだけで明るくなるンでえ」と答えて照明係を唖然とさせた。しかし実際に十五代目の舞台は、照明がなくても彼がそこにいるとまるで後光が差すようで、その場の雰囲気がパッと明るくなったという。
十五代目は70歳近くになると、シワが目立つから、と花道の面明かりを実際に止めさせてしまったが、歌舞伎評論家の戸板康二は、ある日照明のない花道に登場した十五代目のまわりが、ぼーっと発光したように見え、真っ暗な空間に十五代目の白塗りの顔が浮かび上がる奇跡を見た、とその著書に記している。

#### 名言
欧米旅行中に訪れたパリのルーブル美術館で、ある一角に人だかりができているのでいったい何かとのぞいてみると、そこにはあの「ミロのヴィーナス」が。しかし十五代目は一言、「手の切れた女にゃァ用はねえ」。

#### 反骨精神
1940年（昭和15年）7月、日本俳優協会の会合で羽左衛門に会長就任が要請された。これを羽左衛門は「あっしゃあ、御免こうむるよ。如何しても嫌だ。たってと仰言るなら、あっしゃあ役者を止める。鎌倉山の百姓をしてもいい、兎に角僕あ嫌だ」と振切った。同席して感動した古川ロッパは「僕は一人で嬉しくってたまらなかった。これこそ市村羽左衛門である」「ああ僕は羽左衛門のために何とかしてやりたくなった」とその胸の高まりを書き連ねている。

## 関連書籍
- 三宅周太郎『羽左衛門評話』冨山房　1946
- 『十五世市村羽左衛門舞台写真集』菱田正男編　舞台すがた社　1951
- 里見弴『羽左衛門伝説』毎日新聞社　1955
- 竹田真砂子『小説・十五世羽左衛門』集英社文庫　1995
- 『名優アルバム 十五代目市村羽左衛門』演劇出版社・1999